# Tom Bell
Thomas "Tom" Bell (20 de septiembre de 1882 – 19 de abril de 1944) fue un político y sindicalista socialista escocés. Es recordado por ser un miembro fundador tanto del Partido Socialista Laborista y el Partido Comunista de Gran Bretaña y como editor del Comunist Review, la revista oficial mensual del último.

## Biografía

### Primeros años
Thomas "Tom" Bell nació en Parkhead al este de Glasgow, Escocia, en lo que en ese momento era un pueblo semirrural. Su padre era un cantero frecuentemente desempleado, mientras que su madre venía de una familia de mineros del carbón y trabajaba en casa hilando algodón y seda. El joven Tom entró en la escuela en primavera de 8889 y la dejó en primavera de 1894, a los 11 años, trabajando primero en el reparto de leche y luego como empleado en una embotelladora de refrescos para audar a su empobrecida familia.
Mientras estuvo de empleado en la planta embotelladora, Bell se interesó en el ateísmo y la política sindical. Leía las obras racionalistas de Ernst Haeckel y Thomas Huxley así como las obras sobre la evolución de Charles Darwin, adquiriendo familiaridad gradualmente con las ideas socialistas. Junto con dos compañeros, Bell se unió al Partido Laborista Independiente (ILP) en 1900.
El joven "socialista idealista y entusiasta" Bell encontró el suave y mejorable programa del ILP insuficiente y en 1902 empezó a acudir a clases de economía dirigidas por la Federación Social Democrática (SDF), liderada por Henry Hyndman, que introdujo a Bell en la literatura del marxismo. En febrero de 1903, Bell dejó el ILP y se enroló como miembro del SDF.
Algunas de las clases a las que acudió Bell en la SDF eran dadas por George Yates, un ingeniero que impresionó al joven Bell con su habilidad como orador y conocimientos de economía, historia y política. En primavera de 1903, Bell seguiría yates y el grupo de socialistas revolucionarios "Imposibilistas" a su alrededor fuera de la SDF para fundar el Partido Socialista Laborista, una organización rival.
Bell inició un aprendizaje de siete años como moldeador de hierro, pero después de nueve meses de trabajo se fue a otra fundición, donde exageró la duración de su empleo anterior, obteniendo un trabajo en términos muy favorables. Tras dos años allí, se trasladó a otra fundición que fabricaba motores de gas, completando s aprendizaje de siete años que le permitía unirse al sindicato de Moldeadores de Hierro Asociados de Escocia en agosto de 1904.
dedicado a educarse, acudió al Andersonian College y la Academia de Literatura, dando pronto conferencias para la "Liga de la Plebe".

### Carrera política
En  1907 sería expulsado del Partido Socialista Laborista por argumentar que el SLP no debía favorecer a la organización Industrial Workers of the World. Le fue permitido volver al año siguiente, convenciendo a la mayoría del partido para formar  Advocates of Industrial Unionism.
Generalmente continuando con su trabajo en el metal, Bell se unió brevemente a la Singer Company para formar la Industrial Workers of Great Britain, pero sería expulsado tras el fracaso de la huelga de 1911.
En 1916, Bell fue elegido para el Comité de Trabajadores del Cyde, en el que promovió la política del SLP del sindicato de ramo. En 1917, dirigió una exitosa huelga nacional de ingenieros y trabajadores de fundición. Prominente de nuevo en 1919, fue elegido Presidente del Sindicato de Moldeadores de Hierro de Escocia, Secretario del SLP y editor de su periódico, The Socialist.  Estuvo en un comité de unidad, intentando negociar la creación de un único partido comunista con líderes del Partido Socialista Británico, la Federación Socialista de Trabajadores y otros grupos socialistas, pero sus propuestas fueron rechazadas por el SLP. Dimitiendo como Secretario, ayudó a fundar el Grupo de Unidad Comunista, que sería un constituyente original del Partido Comunista de Gran Bretaña.
Empleado por el PCGB, fue inicialmente Organizador General. Acudió entonces al 3.er Congreso Mundial de la Internacional Comunista, visitando Moscú durante cinco meses, a pesar de que el gobierno británico le había negado el visado. Fue elegido como representante del PCGB en el Comité Ejecutivo de la Internacional Comunista en el Comintern. Regresó a la Rusia soviética para el 4º Congreso Mundial del Comintern, permaneciendo en la ciudad como representante del PCGB y reportero, hasta finales de 1922.
Bell ocupó varios puestos en el partido, incluyendo la edición de Communist Review]]. En 1925, fue uno de los doce líderes del PCGB acusados por libelo de sedición e incitamiento al motín, por lo que estuvo en la cárcel seis meses.
Los próximos años los pasó entre Gran Bretaña Y Rusia. En 1930, Bell se convirtió en Secretario de la organización Friends of the Soviet Union, escribiendo en 1937 una historia del PCGB.

### Muerte y legado
Tom Bell murió el 19 de abril de 1944.